# Dickie Burnell
Richard Desborough Burnell –conocido como Dickie Burnell– (Henley-on-Thames, 26 de julio de 1917-Wallingford, 29 de enero de 1995) fue un deportista británico que compitió en remo. Fue hijo del también remero Charles Burnell.
Participó en los Juegos Olímpicos de Londres 1948, obteniendo una medalla de oro en la prueba de doble scull.

## Palmarés internacional
| Juegos Olímpicos | Juegos Olímpicos      | Juegos Olímpicos | Juegos Olímpicos |
| Año              | Lugar                 | Medalla          | Prueba           |
| ---------------- | --------------------- | ---------------- | ---------------- |
| 1948             | Londres (Reino Unido) | Medalla de oro   | Doble scull      |